# Роджермитчеллит
Роджермитчеллит — редкий, недавно[когда?] открытый минерал, относится к силикатам. Впервые был найден в Канаде. Обычно образуется вместе с некоторыми разновидностями полевого шпата.

## Свойства
Роджермитчеллит имеет тригональную сингонию, стеклянный блеск, серый цвет, беловато-серый цвет черты. Также имеет довольно сложный состав и формулу Na12(Sr,Na)24Ba4Zr26Si78(B,Si)12O246(OH)24×18H2O. Минерал прозрачен.